# Encapsulamento (rede)

Em redes de computadores, o encapsulamento é um método de projetar protocolos de comunicação modulares nos quais funções logicamente separadas na rede são abstraídas de suas estruturas subjacentes por inclusão ou ocultação de informações em objetos de nível superior. Em outras palavras, o encapsulamento "pega informações de uma camada superior e adiciona um cabeçalho à ela, tratando as informações da camada superior como dados".
A camada física é responsável pela transmissão física dos dados, o encapsulamento do link permite a rede de área local, o IP fornece endereçamento global de computadores individuais e o TCP seleciona o processo ou aplicativo (ou seja, a porta TCP ou UDP) que especifica o serviço, como um servidor web ou TFTP.
Durante o encapsulamento, cada camada constrói uma unidade de dados de protocolo (PDU) adicionando um cabeçalho e, opcionalmente, um trailer, ambos contendo informações de controle para a PDU da camada acima.
Por exemplo, no conjunto de IP, o conteúdo de uma página da web é encapsulado com um cabeçalho HTTP, em seguida, por um cabeçalho TCP, um cabeçalho IP e, finalmente, por um cabeçalho e trailer de quadro. O quadro é encaminhado ao nó de destino como um fluxo de bits, onde é desencapsulado nas respectivas PDUs e interpretado em cada camada pelo nó receptor.
O resultado do encapsulamento é que cada camada inferior fornece um serviço para a camada ou camadas acima dela, enquanto, ao mesmo tempo, cada camada se comunica com sua camada correspondente no nó receptor. Estas são conhecidas como interação de camada adjacente e interação de mesma camada, respectivamente.
Em discussões sobre encapsulamento, a camada mais abstrata costuma ser chamada de protocolo da camada superior, enquanto a camada mais específica é chamada de protocolo da camada inferior. Às vezes, no entanto, os termos protocolos da camada superior e protocolos da camada inferior são usados para descrever as camadas acima e abaixo do IP.
O encapsulamento é um recurso característico da maioria dos modelos de rede, incluindo o modelo OSI e o conjunto de protocolos TCP/IP.